# Piasecki X-49
Piasecki X-49 „SpeedHawk“ je americký experimentální vysokorychlostní složený vrtulník, který kombinuje poháněný rotor vrtulníku s křídly a přídavným pohonem pro přímý let. X-49 SpeedHawk měl demonstrovat schopnost zvýšení rychlosti současných vrtulníků na rychlost 200 uzlů (360 km/h). Původně byl SpeedHawk projektem US Navy, které na něm zahájilo práce v roce 2000, ale od roku 2004 byl vývoj financován z rozpočtu US Army. X-49 je firmou Piasecki Aircraft upravený vrtulník YSH-60F, který do té doby sloužil jako vrtulník vyhrazený pro testy u US Navy. Vznikl jako technologický demonstrátor konceptu vrtulníku s vektorovou axiální vrtulí (Vectored Thrust Ducted Propeller – VTDP) a byl součástí armádního programu Army Advanced Technology Demonstration (ATD).

## Konstrukce
Konstrukčně vychází X-49 z vrtulníku SH-60. Ocasní konstrukce tohoto vrtulníku byla přepracována. Původní vyrovnávací rotor byl nahrazen axiální vrtulí, která je krytá prstencem se systémem pro vektorování proudu vzduchu od ocasního rotoru. Vrtulník měl být vybaven kompozitními křídly Dle Rotor&Wing byla použita křídla z letadla Aerostar FJ-100, která byla zkrácena o 3,5 stopy. Jeho pomocná pohonná jednotka měla být později nahrazena novou sekundární pohonnou jednotkou (SPU), která by měla poskytovat dalších 600 až 700 shp, pro tlačnou vrtuli. Sekundární pohonnou jednotkou měl být turbohřídelový motor Rolls-Royce T703.

## Historie
Roku 2000 začala společnost Piasecki pracovat na poptávku US Navy na modifikaci vrtulníku SH-60. Piasecki již měla zkušenosti s podobnou konstrukcí vrtulníků, které získala při návrhu Piasecki 16H Pathfinder. Program SpeedHawku také upoutal pozornost velitelství USAF (ACC). 
Firma Piasecki získala kontrakt ve výši 26,1 miliónů USD na úpravu vrtulníku. Na základě této smlouvy měla společnost modifikovat vrtulník YSH-60F do podoby s novým ocasním rotorem v prstenci nebo systémem VTDP pro zajištění vyrovnávacího momentu a směrování proudu vzduchu od ocasního rotoru. Kromě přepracované ocasní části měl být vrtulník vybaven kompozitními křídly pro vytváření vztlaku.
Zpočátku byl vývoj financován US Navy, ale demonstrační program proběhl již v režii armádního letectva, které mělo zájem na zvýšení rychlosti a doletu stávajících vrtulníků UH-60 Black Hawk.
23. května 2003 bylo vrtulníku přiděleno označení X-49A.
V lednu 2006 byly dokončeny vibrační testy přepracovaného vrtulníku, ale další práce byly v ohrožení díky rozpočtu. Ve fiskálním roce 2006 požadoval ředitel programu 8,8 milionů USD na uskutečnění letových testů, ale kongresem bylo schváleno jen 5 milionů  USD.
Vrtulník byl přepraven do výrobního závodu společnosti Boeing ve Wilmingtonu, který leží ve státu Delaware. Zde měl absolvovat pozemní a letové zkoušky.
Společnost Piasecki plánovala v první fázi programu 100 hodin letových zkoušek. V případě, že by došlo k zajištění financování plánovala společnost Piasecki instalaci SPU, práce na snížení aerodynamického odporu pro vysokorychlostní letové zkoušky. Mělo dojít k zakapotování rotorové hlavy a k montáži zatahovacího podvozku.
K prvnímu letu demonstrátoru došlo 29. června 2007. Let proběhl z testovacího střediska společnosti Boeing ve Wilmingtonu. Let trval 15 minut během kterých vrtulník předvedl visení ve vzduchu, otáčení a pomalý let vpřed a do stran pomocí vektorového systému VTPD. V roce 2007 také společnost Piasecki vyčerpala peníze dle původní smlouvy a na pokračování programu bylo vyčleněno dalších 3,3 milionů USD.
Vrtulník dokončil 1. fázi testování, které bylo omezeno na letovou obálku námořních vrtulníků. Piasecki uvádí, že vrtulník měl rychlostní nárůst o 47 % proti neupravenému vrtulníku SH-60 při stejném výkonu motorů. Maximální dosažená rychlost byla 333 km/h (207 mph). Došlo také ke snížením vibrací o 50 %. Zjištěnou nevýhodou je naopak potřeba vyššího výkonu o 11 % v režimu visení.
Roku 2009 byl letoun po skončení první fáze programu mimo provoz, neboť procházel přípravou na navazující fázi zkoušek. Součástí těchto příprav měla být instalace pomocné pohonné jednotky Rolls-Royce 250-C30R. Mělo také dojít k instalaci aerodynamického krytu motoru a zatažitelného podvozku. Pro druhou fázi testování se počítalo s využitím systému fly-by-wire, který měl usnadnit pilotům práci.
Druhá fáze letových zkoušek měla být zaměřena na další zvýšení rychlosti vrtulníku s cílem dosáhnout rychlosti 193 uzlů. Lety v této fázi byly původně stanoveny na rok 2010, ale ve fiskálním roce 2009 došlo ke snížení finančních prostředků 
Od 20. listopadu 2015 je X-49A registrován pod společností Piasecki.

## Postavené stroje
- Sériové číslo 163283[17][18][19]
  - Registrace letadla N40VT
  - Datum letové způsobilosti: 14. červen 2007

## Specifikace (X-49A)
Technické údaje
- Posádka: 5[17]
- Délka: 19,76 m (64,8 ft)
- Výška: 5,23 m (17,2 ft)
- Prázdná hmotnost: 6 200 kg (13 700 lb)
- Maximální vzletová hmotnost: 9 930 kg (21 890 lb)
- Pohonná jednotka: 
  - 2 × turbohřídelový motor General Electric T700-GE-401C každý o výkonu 1 402 kW[17]
  - Plánovaná zástavba dalšího motoru Rolls-Royce 250-C30R o výkonu 650 shp
- Průměr rotoru: 16,36 m (53,7 ft)

Výkony
- Maximální rychlost: 
  - Plánovaná 370 km/h (230 mph)
  - Dosažená 333 km/h (207 mph)
- Dolet: 706 km (439 mi)
- Dostup: 5 790 m (19 000 ft)
- Stoupavost: 11,66 m (38,3 ft)